# Portrait de l'artiste (Mignard)
Pour les articles homonymes, voir Portrait de l'artiste.
Le Portrait de l'artiste est un autoportrait de Pierre Mignard réalisé en 1690 et conservé au musée du Louvre.

## Description
L'autoportrait de Pierre Mignard reprend les caractéristiques formelles et plastiques du portrait de Charles Le Brun par Nicolas de Largillierre. Il a en effet été conçu en réaction au portrait de Charles Le Brun. La posture et la mise en scène sont en effet identiques. Mignard est ici représenté avec les attributs de son art, et son grand chef-d'œuvre. Sur la table, on trouve la gravure d'une colonne, le dessin d'une colonne historique qu'il avait effectué pour le Pont Neuf, donnant donc des modèles pour tous les arts, à l'instar de Charles Le Brun. Mignard se montre cependant encore en train de dessiner quand Le Brun ne montrait que ce qu'il avait accomplit. Mignard montre ainsi qu'il est donc encore au service du roi contrairement à Le Brun dans les années 1690.